# موزيل (إقليم فرنسي)

موزيل

موزيل (بالفرنسية: Moselle)‏ أحد الأقاليم الفرنسية من أصل 83 إقليم فرنسي التي أنشئت خلال الثورة الفرنسية يوم 4 مارس ، 1790.
وهناك مجميع من ممتلكات الأمراء الألمانية من الامبراطورية الرومانية المقدسة ، وأرفقت به فرنسا وأدرجت في إقليم موزيل.
من جانب معاهدة باريس عام 1814 بعد أول هزيمة وتخليا عن نابليون ، قانت فرنسا بتسليم جميع غزوات تقريبا منذ 1792 على الحدود الشمالية الشرقية
- ميتز
- لورين

## السكان
وسكانها في تعداد 1999 الفرنسية قد 1089804 نسمة.

## معرض صور

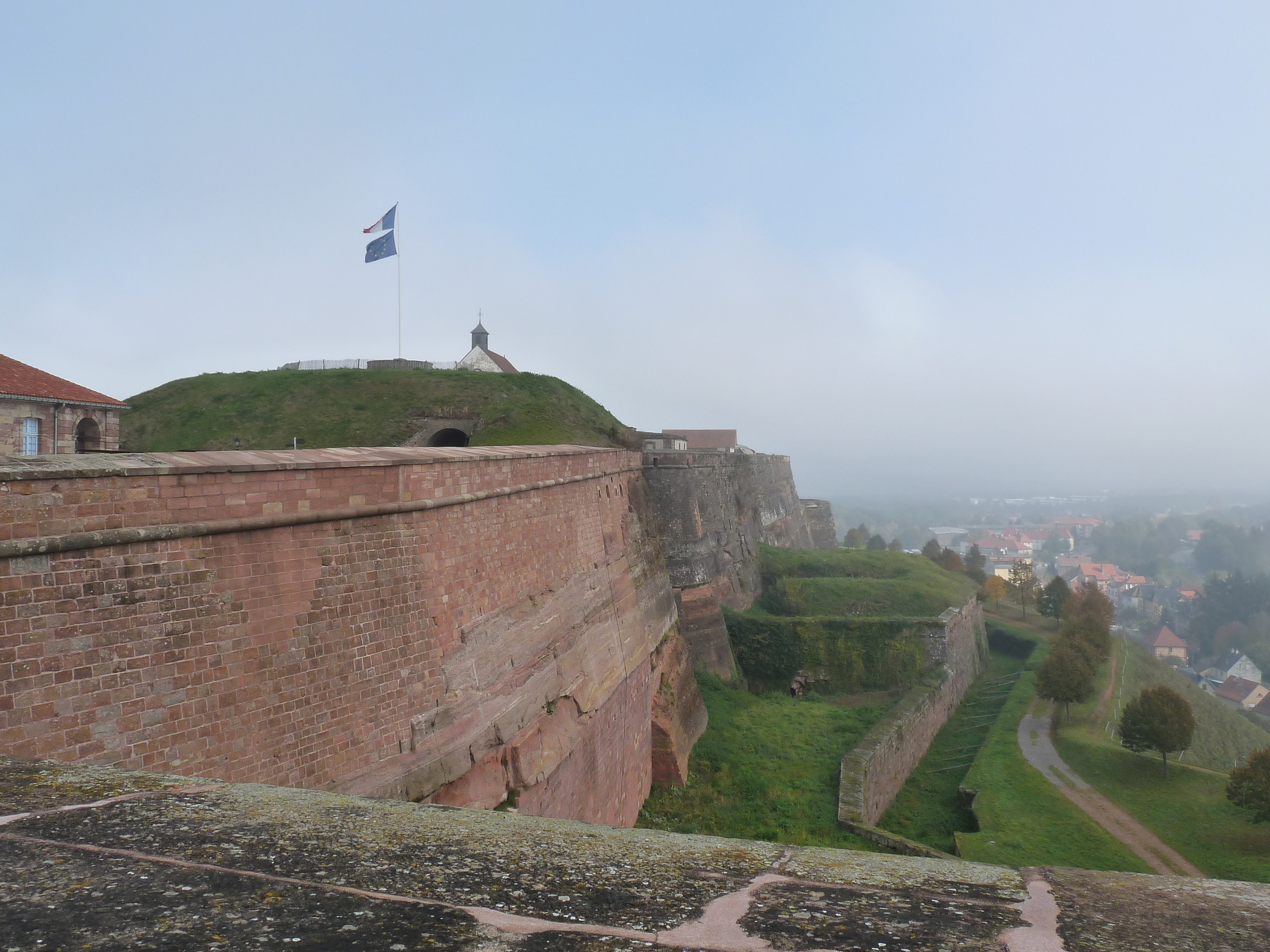
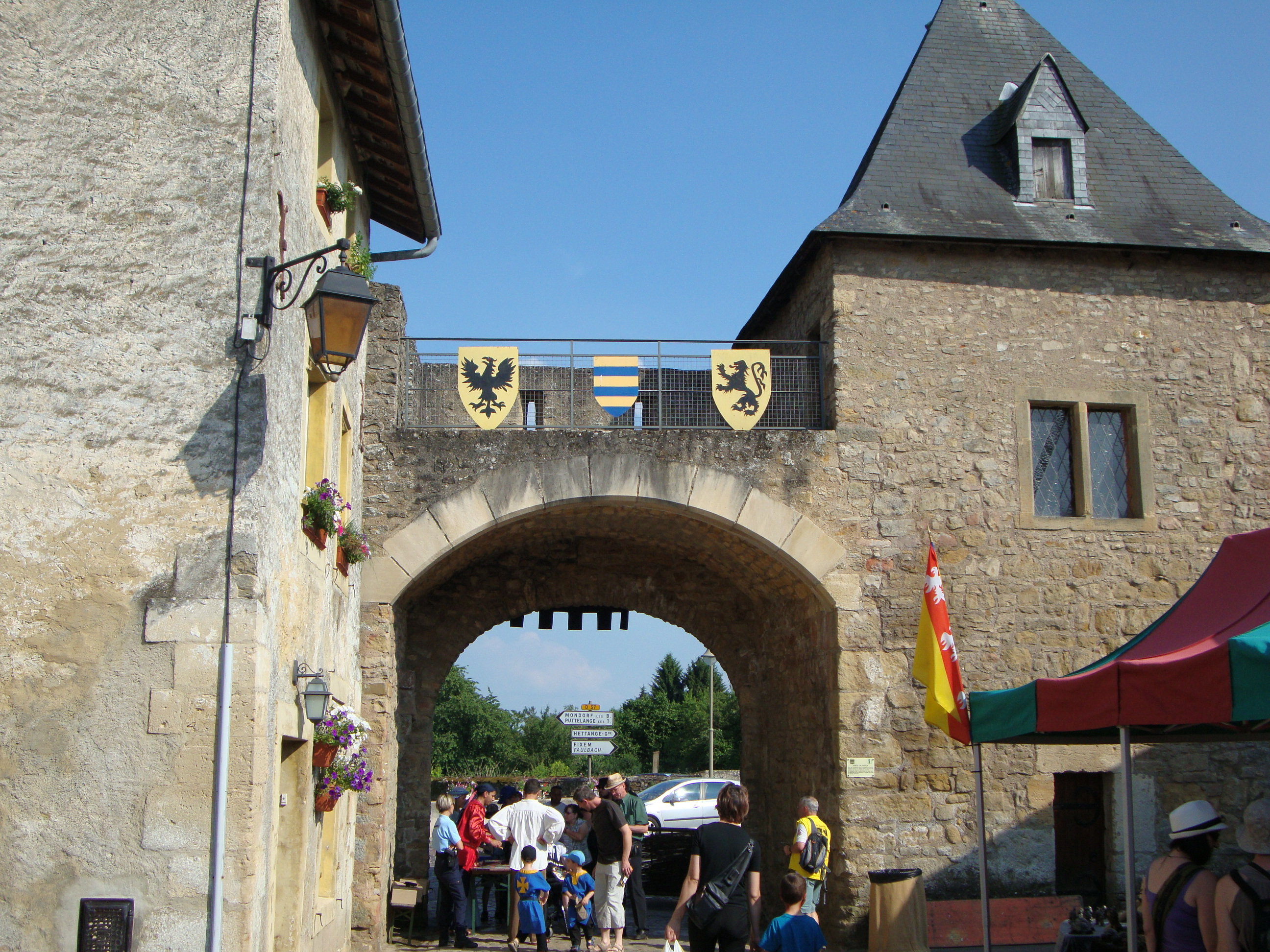
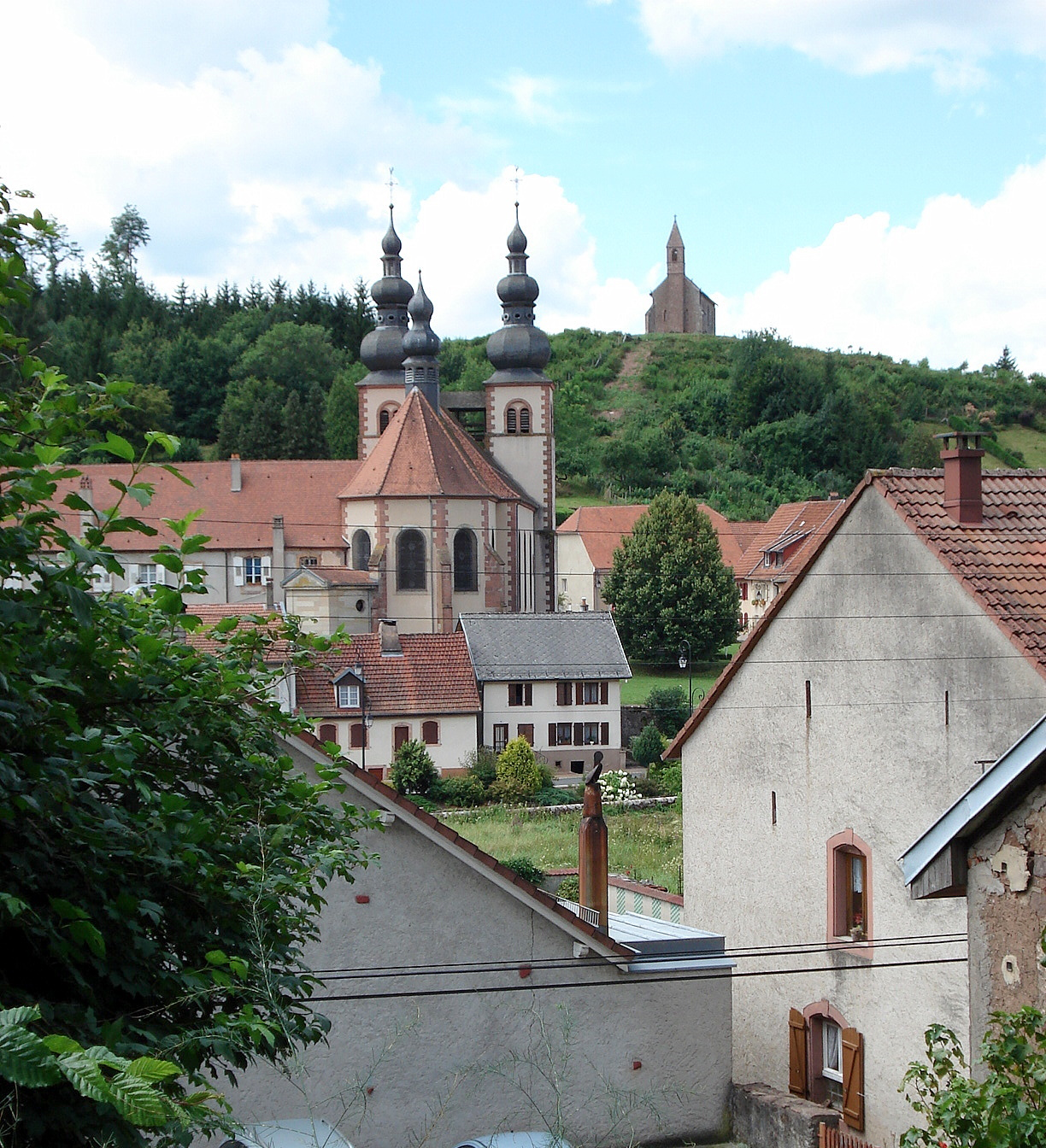
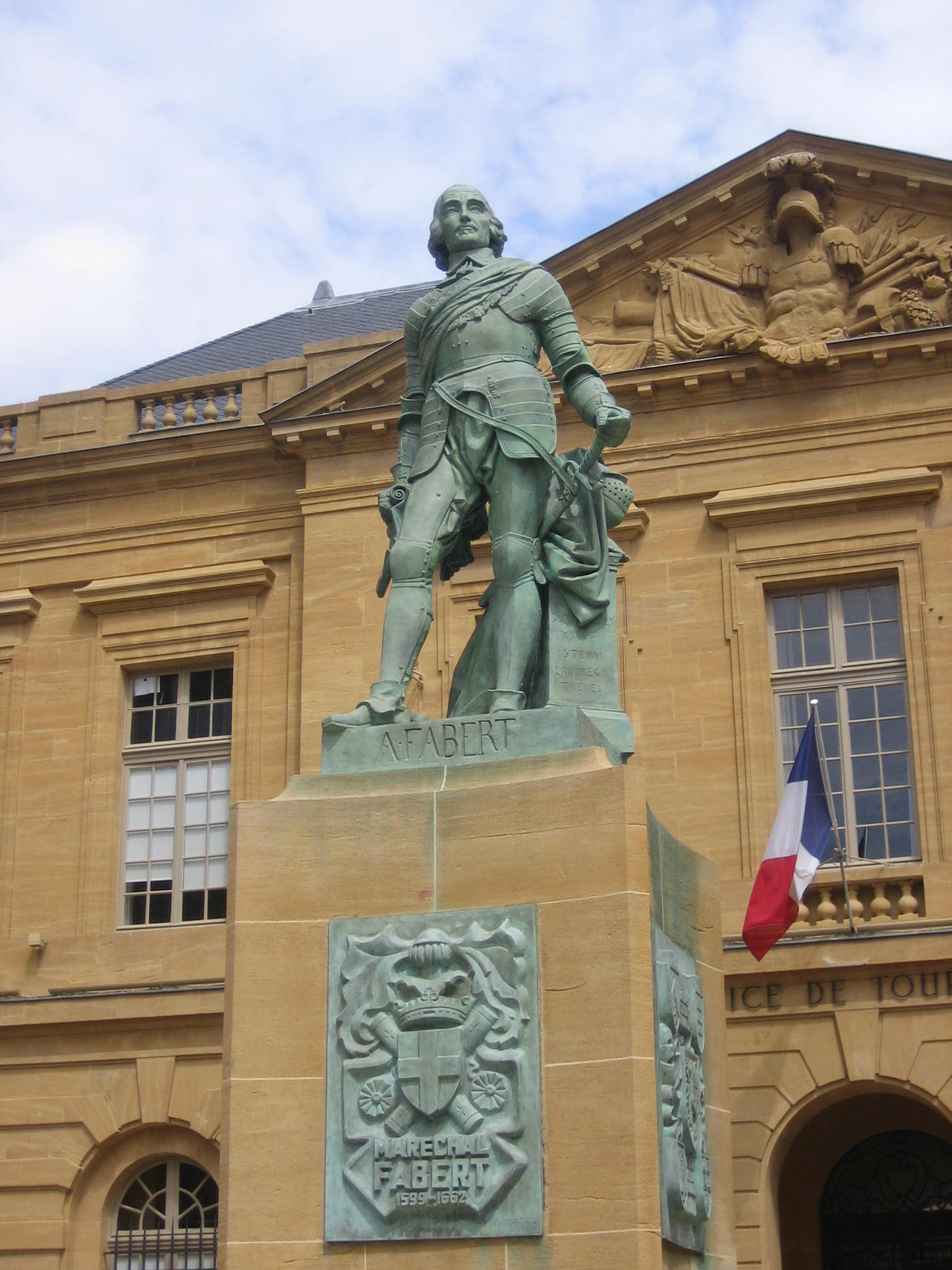
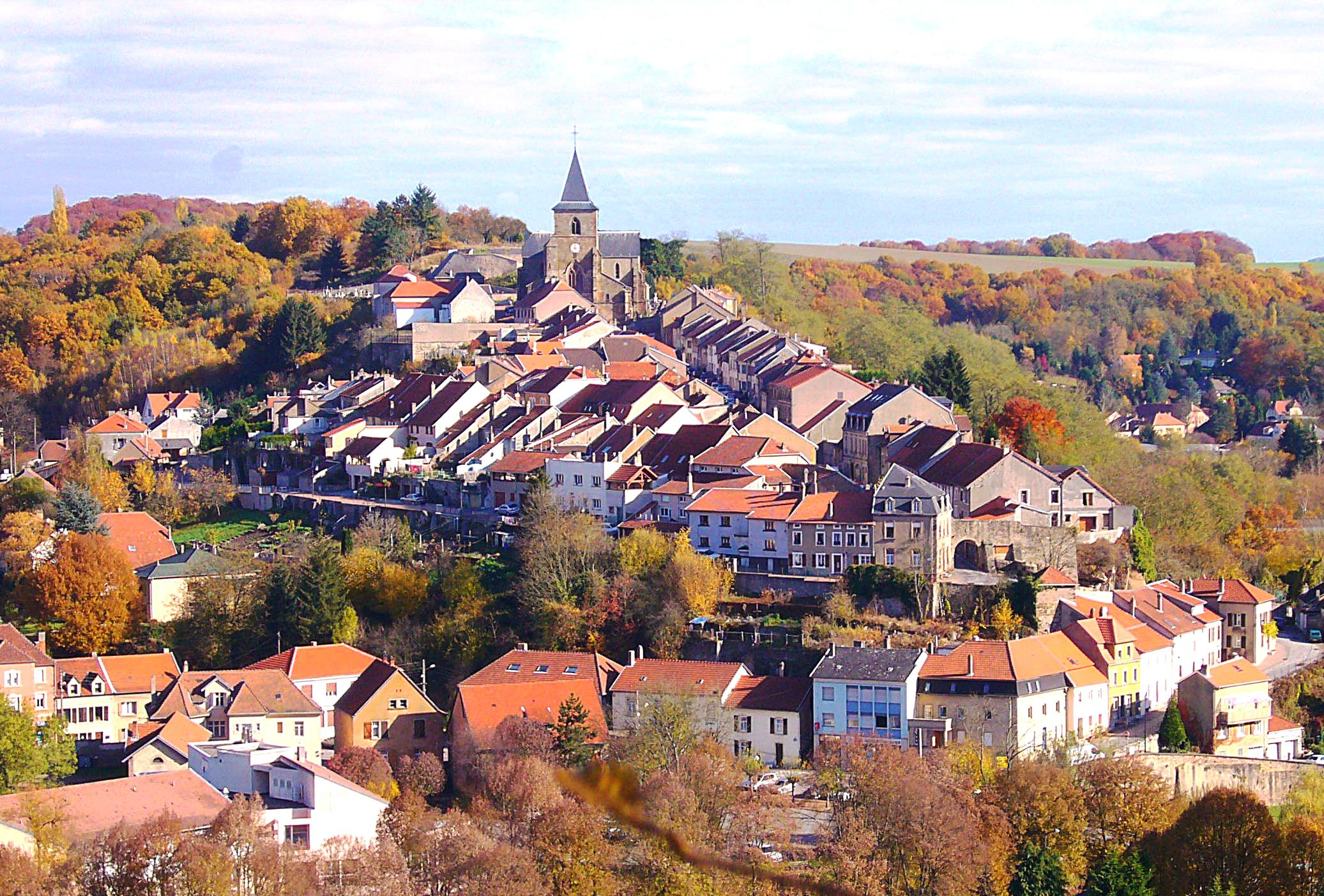
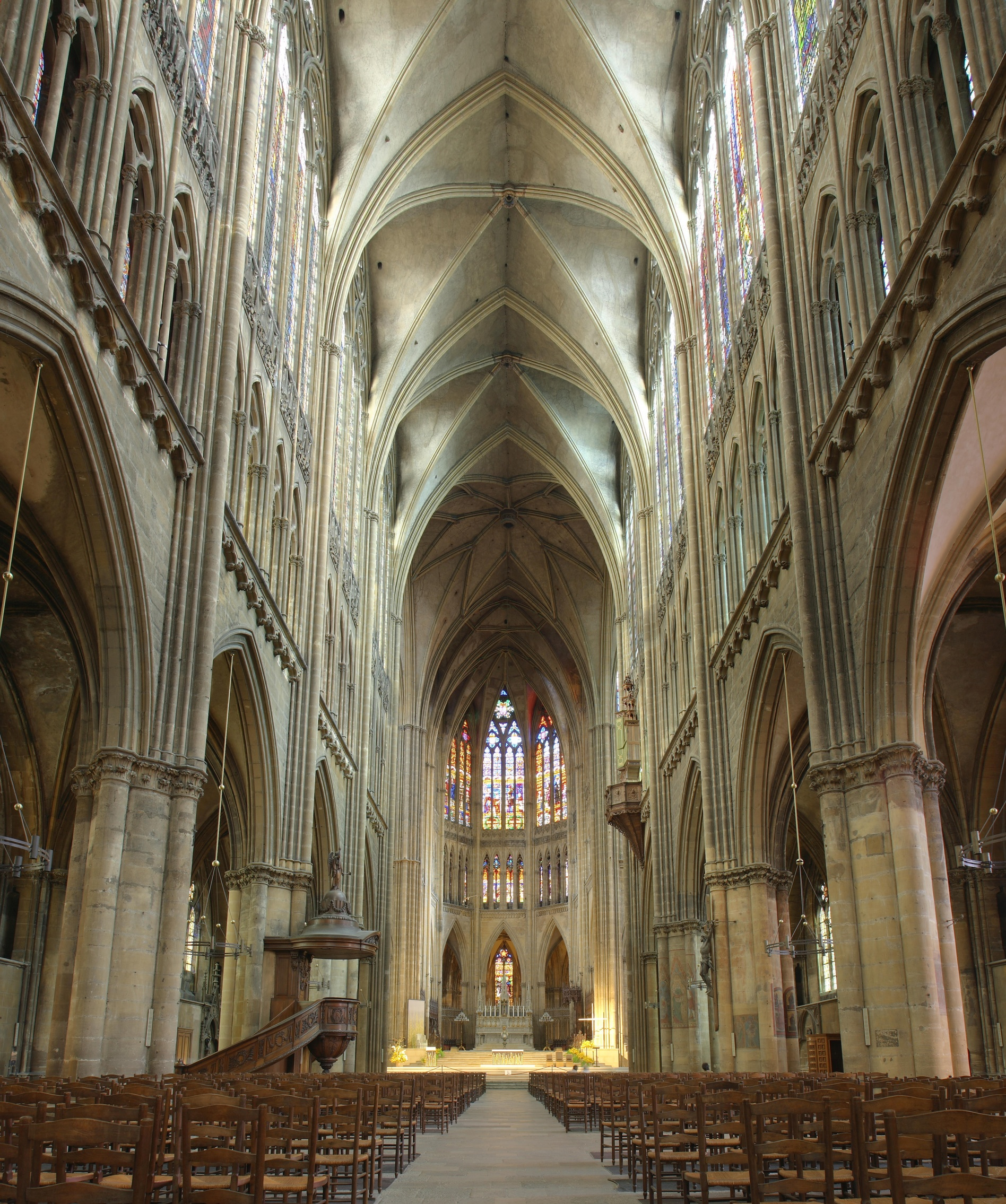

## أعلام
- إرفين ويغنر
- بيرنارد لهومي